# Adam Tülsner (Dichter)
Adam Tülsner, auch Tülßner, (* um 1592 in Eilenburg; † wohl 1661 in Dresden) war ein deutscher Schriftsteller des Barock, neulateinischer Epigrammatiker und kursächsischer Kanzleisekretär.

## Leben
Adam Tülsner wurde um das Jahr 1592 in Eilenburg als Sohn Georg Tülsners und dessen Frau Anna (geborene Ochs) geboren. 1612 nahm er ein Studium in Leipzig auf, das er 1615 als Magister philosophiae abschloss. Die seit Kindertagen bestehende Freundschaft zu Martin Rinckart, der ebenfalls aus Eilenburg stammte, veranlasste ihn, 1615 ein Epigramm auf diesen zu verfassen. Möglicherweise schlug Tülsner seinen Freund Rinckart für die Poeta laureatus vor, die dieser 1615 erhielt. Seit seiner Studienzeit verfasste Tülsner Gedichte, um sich finanziell über Wasser halten zu können. 1618 zog er in der Hoffnung auf eine auskömmliche wirtschaftliche Lage nach Dresden. Wahrscheinlich war er dort als Kurfürstlich-Sächsischer Kanzleisekretär tätig, was jedoch nicht gesichert ist. Hier verfasste er Gedichte über Mitglieder der kurfürstlichen Familie, so 1634 eine Ode auf Johann Georg I. und 1646 auf Kurfürstin Magdalene Sibylle. Die Leichenpredigt auf Johann Georg I. stammt auch aus Tülsners Feder.
Einen großen Erfolg hatte Tülsner 1632 mit den Epigrammen zu Ehren des Schwedenkönigs Gustav II. Adolf, die als Hundertfacher Gut Schwedischer Siegs- und Ehren-Schild in deutscher Sprache erschienen. Das umfangreiche epigrammatische Werk umfasst religiös-erbauliche, moralische, zeit- und personenbezogene Texte, die vielfach Aufnahme in zeitgenössische Gedichtsammlungen fanden. Zu den bedeutendsten Werken zählen die Hundert Geistliche Sonnete/ (Dresden 1644), die eine Bearbeitung lutherischer Gebetbuch- und Bibeltexte darstellen.
Über das Privatleben Tülsners gibt es kaum Erkenntnisse. Seine Frau Anna starb 1648. Nachkommen sind nicht bekannt.

## Werke
- Votiva Amicorum Carmina, Svper Nvptiis Præstantißimi [et] Doctißimi Viri, Melchioris Trost Pirnensis, Philosophiæ Magistri, & I. U. Candidati, cum Castißima Virgine Catharina, Eximij … Virim M. Johannis Friderici, Utriusq[ue] Lingvæ [et] Historiarum Celeberrimâ Lipsiensi Academiâ Professoris publici, Ducalis Collegij Majoris Collegiati, Acadmiæ Decemviri, [et] Pædagogij Senatorij ad D. Nicolai Rectoris. Filiâ primogenita, Celebratis solenniter 23. Octob. Anni 1615 (Mitwirkung), Cober, Leipzig 1615
- Christliche Leichpredigt : Bey ansehlicher bestattung des weiland Ehrnvesten … Herrn Johan Peiligks/ des Churf. Sächs. Schöppenstuels zu Leipzig Assessorn, Kirchvaters zu S. Niclas/ und Burger-Meisters daselbst/ Welcher am 30. Novembris des 1617. Jahrs … entschlaffen/ und den 4. Decembris Christlicher weise zur Erden bestattet worden/ Gehalten (Mitwirkung), Gröppener, Leipzig 1618
- Viro Clarißimo & Experientißimo Dn. Georgio Belzaro. Medicae Artis Doctori celebratißimo …, 1618
- Heptas Anagrammatica, Viro Magnifico, Nobiliss. Excellentiss. Dn. Donato Freywaldo, Caesario quondam Archiatro & Consiliario; … Comiti, … Gratioso Musarum Patrono & Maecenati; … humiliter dicata, um 1620
- Eliae Rudeli[i] Tyrigetae. Epigrammatum Peregrinatoriorum. Fasciculus Martius : In Laudem Serenissimi Electoris Saxoniae, &c. eiusdemq[ue] primariorum. ab Anno 1624. (Mitwirkung), Grossius, Leipzig 1624
- Vota Pro secundâ secundarum Nuptiarum fortunâ Viri Integerrimi Dn. Israelis Ihlen, Civis & Mercatoris Lipsiensis Spectati; iterum Sponsi, Nec Non Pudicißimæ Virginis Gertrudis, Viri Prudentissimi & Præstantissimi Dn. Adami Tilsneri Prætoris quondam Lipsiensis p. m. Filiæ posthumæ, Sponsæ, Nuncupata à Cognatis [et] Amicis. XXX. Augusti (Mitwirkung), Leipzig 1624
- Hermann Freitag: Carmina Votiva a Patronis, Fautoribus & amicis exhibita Humanißimo ac Literatißimo Viro-Iuveni Dn. Hermanno Freitagio Wonstorpio Brunsvigio Saxoni : Cum ipsi in alma Wittebergensi Acaddemia Rectore Magnifico … Jacobo Martini … Summum in Philosophia titulum ac honorem Spectabilis Decanus … Reinholdus Franckenbergerus publice conferret Ispis Nonis Aprilis Anno M.DC.XXV. (Mitwirkung), Boreck, Wittenberg 1625
- Epigrammatiorum miscellorum centuriae tres, Seifert, Dresden 1626
- Adami Tülsneri Ilebergensis M. Epigrammatum Triplicatorum, Tridistichorum Centuria Singularis, Bergen, Dresden 1629
- Martin Rinckart: Circulorum Memoriae Decas (Mitwirkung), Rehfeld, Leipzig 1629
- Philadelphia anypokritos ek kadiaras kardias ektenōs. Oder Ungeferbte Brüderliebe/ aus reinem und feinem brünstigem Hertzen. Das ist/ Eine Einfältige/ doch Schriftmässige Fraternität- oder Brüder-Predigt : Auß der Apostolischen Brüderlichen vermahnung und Worten S. Petri, in der 1. Epistel am 1. Cap. v. 22. und 23. genommen. Und/ bey Einem Ehrwürdigen Synodalischem-Fraternität-Convent zu Pirn in der Pfarr- oder Haupt-Kirchen/ Montags nach Misericordias Domini/ wahr der 25. Aprilis/ dieses 1631. Jahrs/ gehalten (Mitwirkung), Seyffert, Dresden 1631
- Hundertfacher Gut Schwedischer Siegs- vnd Ehren-Schild, Schuster, Leipzig 1632
- Sacrum Illustrissimo Celsissimoq[ue] Principi ac Domini … Johanni Georgio, Ducu Saxoniae …, Bergen, Dresden 1632
- Sacra Augustissimae Memoriae Gustavi Magni, Svecorum, Gothorum, Vandlorum Regis &c. Herois incomparabilis Epigrammatiorum Centuria, Bergen, Dresden 1633
- Der Ein- und Neuntzigste Psalm/ Des Geistreichen Königes und Propheten Davids/ In Sechszehenerley Arten Teutscher Poesie gesetzet, Bergen, Dresden 1633
- Eines Getrewen Patrioten Unpraejudicijrlicher Politischer Discurs: Ob der Erhobner Krieg zu prosequiren, oder besser sey, Frieden zu machen : Religio Lutherana, Stralsund 1634
- Sacrum Nuptiarum festivitati, Cl[arissi]mi, Virtute, Eruditione, Rerumq[ue] pariter ac Linguarum notitie prorsus-Eximii Viri, Dn. Johannis Schelii, Ilebergensis … Dn. Mauritio, Duci Saxoniae, &c. In Incluta Electorali Aula Dresdensi, a Literarum Linguarumq[ue] studiis; Cum Faemina lectissima … Barbara Moseria … Theologi, Dn. M. Nicolai Boiemi, Ecclesiae Montan-Ilebergicae Pastoris … relicta Vidua, Christo Pronubo celebrandae, Torgaviae, ad VIII. Id. Septemb. MDCXXXVI., Bergen, Dresden 1636
- S. Sacro-Nuptiali Generosi & Magnifici Domini, Cunradi ab Einsiedel … Cum … Virgine, Agnete-Christiana … Heinrici.Hildebrandi ab Einsiedel/ Toparchae in Scharffenstein … Filia, Festivitate condigna, Bono cum Deo, Dresdae ad diem VIII. Novemb. celebrando, Bergen, Dresden 1636
- Auspicatissimae Onomasteriorum Festivitati … Domini Johannis Georgii, Ducis Saxoniae … VIII, Kalend. Iul. MDC XXXVIII. feliciter reversae; Sacrum, Bergen, Dresden 1638
- Memoriae Beatae & Gloriosae … Domini, Wolfgangi a Lüttichaw … Qui Dresdae, V. Octob. MDC XXXIX. exacto brevi- ante LXXIV, aetatis suae anno, placide decessit ibidemq[ue], V. Novemb. … , Bergen, Dresden 1639
- Epigrammatiorum miscellorum Adami Tülsneri, M. Sylloge, IV. Centuriis exhibita, Bergen, Dresden 1641
- Augusti Augspurgers Reisende Clio, 1642 (Mitwirkung)
- Ad Generosem Inclutumq; Dominum, Fridericum Mersch, in Reichenbach et Friesen ...A diversis ...publicô nomine dexterrimè obitis, Dresdam ad Suos, Deo duce, exopatè reducem; I dib Sexil. ciɔ iɔ cxlII, Seyffert, Dresden 1642
- Hundert Geistliche Sonnete/, Bergenische Erben, Dresden 1644
- Christliche LeichPredigt : Bey dem … Begraebnueß/ Des … George Jacob Reichens/ In Liebenaw/ beyder Rechten beruehmten Doctoris, vnd Churfuerstl. Durchl. zu Sachsen gewesenen alten vnd wohlverdienten Hoff- und Justitien Raths/ Welcher den 5. Decembris des 1638. Jahres … entschlaffen/ vnd … in der Kirchen zu vnser Lieben Frawen allhier/ … zur Erden bestattet vnd beygesetzet worden (Mitwirkung), Bergen, Dresden 1644
- Schäfferey/ Auß Dem Frantzösischen Antonii Montchrestiens, Hoch-Teutsch Ubergesetzet/ Und mit nothwendigen Anmerkungen und Kupfferstücken/ nach Inhalt des Gantzen Werckes/ Vermehret Von August Augspurgern (Mitwirkung), Bergen, Dresden 1644
- Honori Supremo Beatis-||simaqz Memoriae, || Reverendissimi, Noblissimi Magnificiqz || Domini || MATTHIAE HOE ab HOENEGG, || In Lungwitz/ Scho(e)nßdorff/ Superiori & Inferiori || Rochwitz & Hermßdorff Hereditarii, || SS. Theologiae Doctoris celebratissimi, || S. Caes. Majest. Aulaeqz ac Palatii || Imper Comitis honoratissimi; || Serenissimi Saxon. Electoris Sacrorum-Aulicorum || Antistitis, Consiliariiqz Ecclesi-||astici spectatissimi, || Viri ut de universa Ecclesia purè-Evangelica || longè meritissimi, || Sic Ejusdem, aneoqz Bonorum omnium || cum luctu aesiderioqz maximo, ||...|| Dresdae, IV. Non. Martias || XI) I) C XLV. ||...|| ADAMUS TÜLSNERUS M. || Typis Heredum GIMELIS Bergen/ Elector. || Saxon. Chalcographi.||, Bergen, Dresden 1645
- Glückwüntschungs-Sonnet/ Auff den wiedererschienenen Frewdenreichen Nahmens-Tag/ Der … Fürstin und Frawen/ Frawen Magdalenen-Sibyllen/ Gebohrner aus Marggräflichen Stamm Brandenburgk in Preussen/ Churfürstin und Hertzogin zu Sachsen … Seiner gnädigsten Churfütstin und Frawen, Bergen, Dresden 1646
- Ad Perquam-Reverendum Clarissimumq[ue] Virum, Dn. M. Christophorum Laurentium, Serenissimi Electoris Saxon. Concionatorem Aulicum seniorem … Quum, absoluta feliciter Divi Jobi explicatione, Prophetam Danielem explanare pro concione, in Templo Arcis Dresdensis, VI...., Dresden 1647
- Serenissimo Clementissimoq[ue] Principi ac Domino, Domino Johanni Georgio, Duci Saxoniae, Iuliaci, Cliviae & Bergae, Landgrafio Thuringiae, Marchioni Misniae ac Utriusque Lusatiae, Comiti Marchae & Ravensburgi, Dynastae Ravensteinii; Domino suo clementissimo, De Primogenito Filio … Johanne Georgio, &c. Anno M.DC.XLVII. die 20. Iunii … nato … Devotissime … gratulatur M. Adamus Tülsnerus, Bergen, Dresden 1647
- Suspiciola ad Christum, ex usitatis Evangeliis, Seufftzerlein zu Christo, aus denen gewöhnlichen Evangelien, Dresden 1648
- Chorus Divarum Christianarum, applaudentium Illustrißimis … Dominis, DDnn. Christiano & Mauritio Ducibus Saxoniae ...Fratribus germanis, Horumq[ue] Sponsis Florentissimis … Dominabus, DDnn. Christianae, & Sophiae Hedwigi, Slesvici, Holsatiae … Ducibus … Sororibus germanis, Deo pronubo Auspicante, matrimonio, festivißima celeberitate, cunjunctis Dresdae, mense Novembri MDCL. Humillime introductus a M. Adamo Tulsnero, Dresden 1650
- Festivitati & Felicitati natalitae … Johannis Georgii …, Dresden 1652
- Jacob Cats: Die im Traum Erweckte Liebe (Mitwirkung), Seyffert, Dresden 1653
- Beatissimos manes, serenissimi …, Dresden 1657